# Павел Карагеоргиевич
Князь Па́вел Карагео́ргиевич (сербохорв. Павле Карађорђевић/Pavle Karađorđević, серб. Павле Карађорђевић, хорв. Pavel Karađorđević, словен. Pavel Karađorđević, 27 апреля 1893, Санкт-Петербург — 14 сентября 1976, Париж) — регент Югославии с 9 октября 1934 по 27 марта 1941, в период малолетства короля Петра II.

## Биография
Павел Карагеоргиевич был единственным сыном князя Арсена Карагеоргиевича и Авроры Демидовой и племянником короля Сербии Петра I. По матери он был потомком Авроры Шернваль, известной финляндской красавицы и благотворительницы, которой посвящали стихи Лермонтов и Баратынский.
В 1904 году вместе с семьёй переехал из Женевы в Сербию. Получил образование в Крайст-черч (Оксфордский университет), где близко сошёлся с герцогом Георгом Кентским.
В 1934 году после убийства своего двоюродного брата короля Александра Павел стал регентом при его несовершеннолетнем сыне Петре.
Во внешней политике, будучи англофилом, маневрировал между Великобританией, Германией, Италией и СССР. При нём Югославия была одним из центров белой эмиграции. При этом Павел не считал Российскую империю защитницей сербов. Павел говорил, что «Россия никогда не была на нашей стороне», Николай II никогда не был на стороне сербов, а в 1914 году Сербия была «в русле русской политики».
Именно при нём в 1940 году были наконец установлены дипломатические отношения между Белградом и Москвой (Югославия стала последней страной в Восточной Европе, признавшей СССР). В 1939 году совершил государственный визит в Германию. Павел считал, что Югославия не готова к войне. 18 февраля 1941 года американский посол в Белграде А. Б. Лэйн сообщил в Вашингтон, что в ходе беседы с ним Павел утверждал, что Югославия в случае нападения будет сопротивляться не более двух недель.
25 марта 1941 года премьер-министр Королевства Драгиша Цветкович подписал с санкции Павла протокол о присоединении Югославии к Тройственному пакту.
Югославия согласилась подписать пакт при трёх условиях: никаких войск Оси и никакого транзита военных грузов на своей территории; уважение суверенитета и территориальной целостности Югославии; никакой военной помощи странам Оси со стороны Югославии. Тем не менее, подписание пакта вызвало в стране массовые демонстрации, а в ночь на 27 марта и переворот, в результате которого несовершеннолетний король Пётр получил полноту власти, а Пакт был расторгнут, что вызвало оккупацию Югославии Германией.
Принц-регент узнал о перевороте в 7 утра 27 марта в Загребе. После телефонной беседы с Белградом он первым делом проконсультировался с английским консулом в Загребе на предмет возможного выезда в Грецию. Эта идея наглядно опровергает имеющий хождение миф о Павле как поклоннике Гитлера и безусловном стороннике союза с немцами.
Павел действительно выехал сначала в Грецию (при этом югославское радио известило граждан страны, что бывший регент уехал в Германию), затем в Каир, после чего был переведён британскими войсками под домашний арест в Найроби (Кения), а в 1943 году переехал в Йоханнесбург из-за проблем со здоровьем. Провозглашение в 1945 году Югославии республикой и объявление Павла военным преступником сделало невозможным его возвращение на родину. В 1948 Павел, получив швейцарское гражданство, поселился в Женеве, а затем в Париже, где и умер. В 2011 году реабилитирован посмертно Высшим судом в Белграде.

## Брак и дети
22 октября 1923 года женился на принцессе Ольге Греческой. Церемония бракосочетания проходила в Белграде.
У пары родилось трое детей:
- - Александр — родился через 10 месяцев после свадьбы, первая супруга Мария Пия Савойская, 4 детей; вторая супруга принцесса Лихтенштейна Барбара Элеонора, один сын
    - Димитрий Николай Павел Антон Мария (р. 18 июня 1958), не женат, бездетен;
    - Михаил Умберт Антон Пётр Мария (р. 18 июня 1958), не женат, бездетен;
    - Сергий Владимир Эммануил Мария (р. 12 марта 1963), 2 брака, есть внебрачный сын от Кристианы Барруты Галеотти:
      - Умберт Эммануил Димитрий (р. 03 февраля 2018);

    - Елена Ольга Лидия Тамара Мария (р. 12 марта 1963) была замужем за Тьери Гобером, трое детей; с 2018 года замужем за Станисласом Фужероном.
      - Милена (род. 1988)
      - Настасья (род. 1991)
      - Леопольд (род. 1997)

    - Душан Павел (род. 1977). женат на Валерии Демузио

  - Николай[англ.] (1928—1954), погиб в автомобильной аварии недалеко от Виндзора
  - Елизавета (род. 1936), была замужем трижды, от первого брака двое дочерей, от второго брака сын
    - Кэтрин Оксенберг (род. 1961)
    - Кристина Оксенберг[англ.] (род. 1962).
    - Николас Огастас Балфур[англ.] (род. 1970).

Ольга и Павел подолгу жили в Париже.
В 1976 году в возрасте восьмидесяти трёх лет Павел Карагеоргиевич умер. Вместе они прожили более полувека. Брак оказался счастливым и гармоничным.
Принцесса Ольга скончалась в 1997 году от болезни Альцгеймера. Ей было 94.
Она похоронена рядом с мужем на кладбище Буа-де-Во в Лозанне.

## Интересные факты
- Павел Карагеоргиевич входит в список почетных строителей Часовни-Памятника памяти Венценосных Мучеников в Харбине[10].
- В 1969 году на аукционе «Сотбис» Павел Карагеоргиевич продал Римскому Генеральному Обществу недвижимости всё имущество виллы Пратолино со всеми угодьями, завещанной ему тёткой, Марией Павловной Демидовой[11][12].